# Кляпин (Кормянский район)
Кляпин (бел. Кляпіна) — деревня в Коротьковском сельсовете Кормянского района Гомельской области Беларуси.
На территории Струменского ботанического заказника.

## География

### Расположение
В 19 км на юго-восток от Кормы, в 73 км от железнодорожной станции Рогачёв (на линии Могилёв — Жлобин), в 129 км от Гомеля.

### Гидрография
На реке Кляпинка (приток реки Сож).

## Транспортная сеть
На автодороге Корма — Кляпинская Буда. Планировка состоит из 2 разделённых рекой частей: северной (прямолинейная улица почти широтной ориентации) и южной (к почти прямолинейной широтной улицы с севера присоединяется короткая прямолинейная улица). Застройка преимущественно двусторонняя, редкая, жилые дома деревянные, усадебного типа.

## История
О деятельности человека в этих местах с давних времён свидетельствует обнаруженный археологами курганный могильник — 4 насыпи (в 3 км на север от деревни, с обеих сторон дороги в деревне Волынцы). Согласно письменным источникам известна с XVIII века как селение в Речицком повете Минского воеводства Великого княжества Литовского. Согласно инвентаря 1758 года работала водяная мельница, рядом находилась слобода. Было в собственности Михаила Малиновского
После 1-го раздела Речи Посполитой (1772 год) в составе Российской империи. 
В 1857 году в селе действовала Кляпинская Покровская церковь, построенная в 1839 году.
До отмены крепостного права деревня принадлежала помещику Стошу.
В 1882 году село входило в Чериковский повет Могилёвской губернии.
В 1890 году открыта школа, которая разместилась в наёмном крестьянском доме, а в 1895 году для неё построено собственное здание. К 1910 году входила  в состав  Кляпинского сельского общества Ново-Ельнянской волости Чериковского уезда Могилёвской губернии. Рядом было одноименное имение дворянина А. К. Кмитто. 
С 1924 года входит в Волынцевский сельсовет Кормянского района Могилёвской округи.
К 1926 году в селе 116 дворов, 809 жителей.
В 1930 году организован колхоз „Колос“, работали паровая мельница, кляпинская артель — лесозавод  (31 рабочий), кузница, сукновальня. 
К 1940-м годам входил в состав Волынецкого сельсовета Кормянского района Гомельской области. 
Во время Великой Отечественной войны в октябре 1943 года немецкие оккупанты сожгли 123 двора, убили 22 жителей. 
Здесь в годы Великой Отечественной войны базировалась спецгруппа. На деревенском кладбище похоронен командир партизанского отряда «Вторые» П. П. Качуевский, погибший 4 июля 1942 года во время боевой операции.
Согласно переписи 1959 года в составе подсобного хозяйства «Волынцы» райсельхозхимии (центр — деревня Волынцы) располагались средняя школа, фельдшерско-акушерский пункт. До 31 октября 2006 года в составе Волынецкого сельсовета.

## Население

### Численность
- 2004 год — 33 хозяйства, 79 жителей.

### Динамика
- 1758 год — 21 хозяйство.
- 1940 год — 157 дворов, 728 жителей.
- 1959 год — 551 житель (согласно переписи).
- 2004 год — 33 хозяйства, 79 жителей.

## Достопримечательность
- Обелиск на месте гибели партизан, расположен в 300 метрах северо-западнее д. Кляпин[6].
- Мемориальная доска в честь бойцов оперативно-чекистской группы «Вторые», действовавшей в годы Великой Отечественной войны, известной как специальный партизанский отряд имени Ф.Э. Дзержинского (2010)[7]. (Надпись: "Здесь в годы Великой Отечественной войны (1942 г.) базировались партизанский отряд НКГБ (НКВД) БССР под командованием П.П.Качуевского, Героя Советского Союза Н.В.Зебницкого и партизанская бригада НКГБ (НКВД) СССР "Вперед" под командованием П.Г.Шемякина и П.Г.Малюгина"). В послевоенное время на месте базирования спецотряда в деревне Кляпин была построена средняя двухэтажная школа (в настоящее время — Кляпинский учебно-педагогический комплекс). Именно на фасаде этого здания в торжественной обстановке и была открыта мемориальная доска.